# Run, Cougar, Run
Run, Cougar, Run é um filme de aventura estadunidense de 1972, dirigido por Jerome Courtland para a Walt Disney Productions, com roteiro de Louis Pelletier baseado no livro The Mountain Lion, de Robert William Murphy.
As gravações tiveram lugar no Arches National Park, em Moab e outras áreas de Utah.

## Elenco
- Stuart Whitman...Hugh McRae
- Alfonso Arau...Etio
- Frank Aletter...Sam Davis
- Douglas Fowley...Joe Bickley
- Harry Carey Jr....Barney
- Lonny Chapman...Harry Walker

## Sinopse

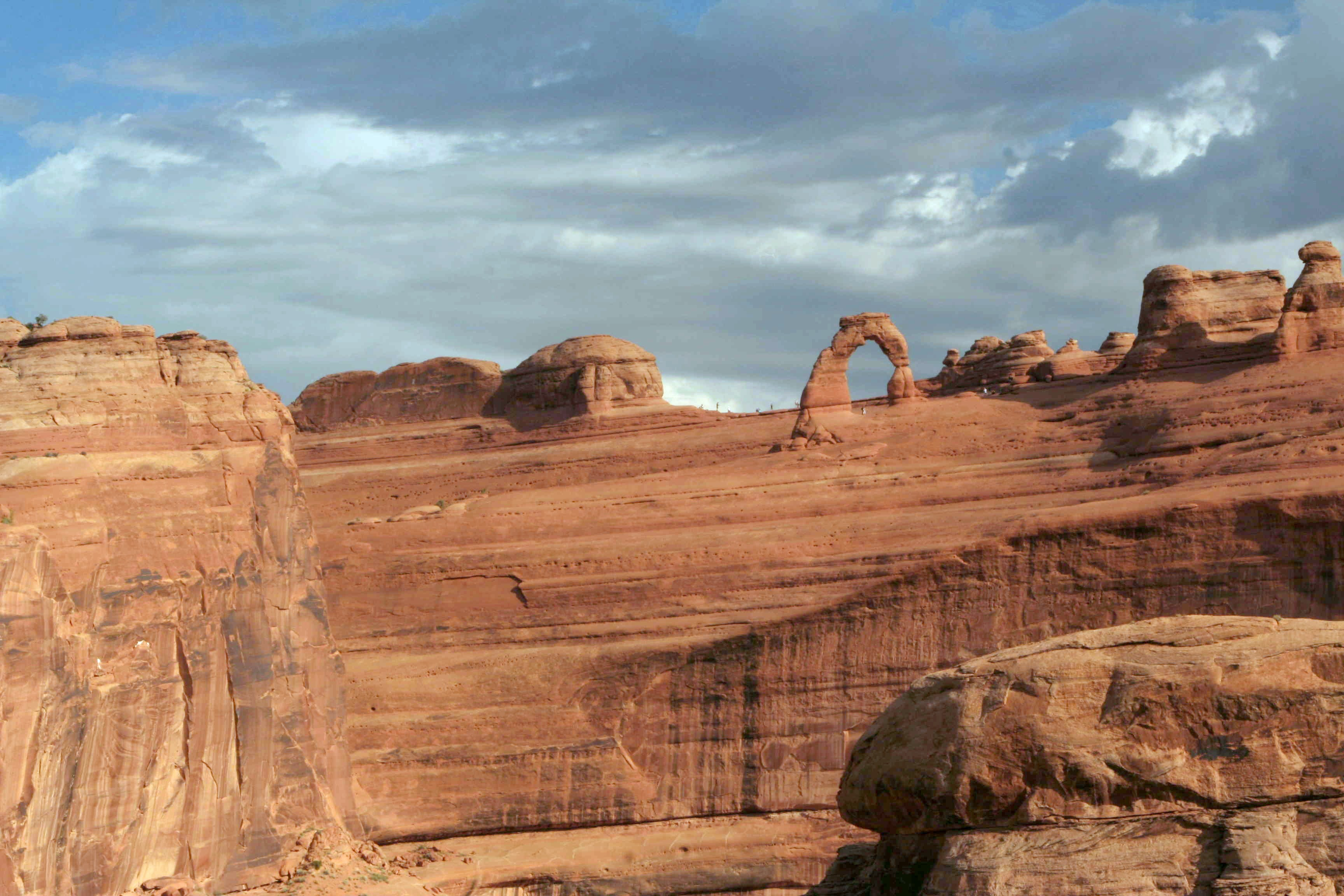
Formação rochosa em arco, do Arches National Park, vista no filme.

Um casal de pumas caça e cuida de três filhotes nas montanhas da América do Norte quando o caubói Hugh McRae, que organiza um grupo de caça formada por hóspedes do rancho de Joe Bickley, os avista e descobre que vivem na área de uma formação rochosa em forma de arco. O empregado de Bickley, o mexicano Etio, vive solitário nas montanhas cuidando de ovelhas e não gosta quando sabe da caçada organizada por McRae, pois conhece a puma fêmea que chama de Seeta e sabe que os filhotes irão morrer sem ela.